# Carl Andreas Fürst

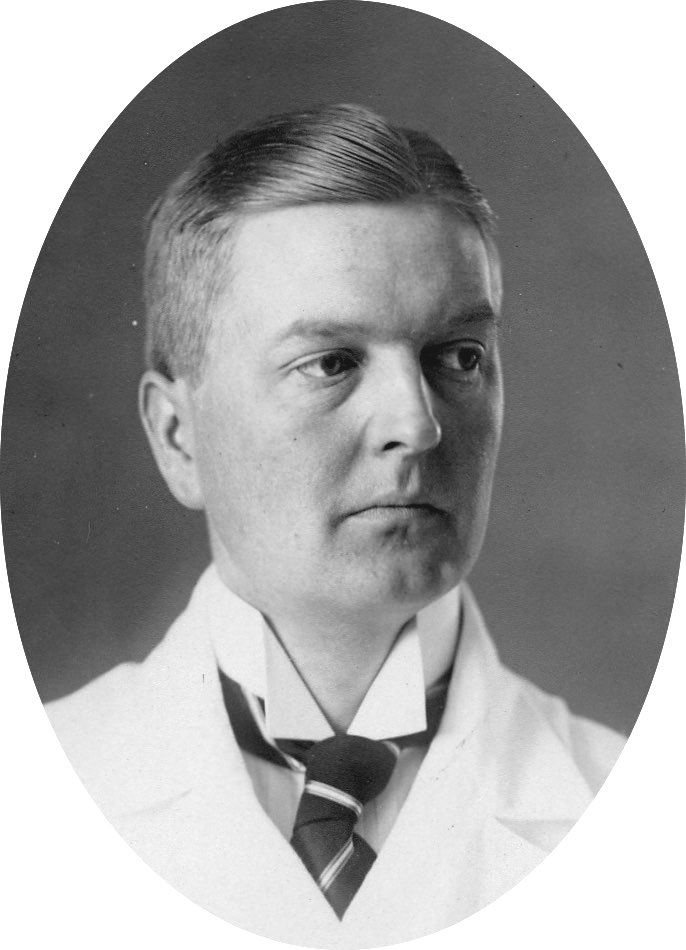
Carl A. Fürst (1888–1981)

Carl Andreas Fürst, född 24 maj 1888 i Lund, död 31 december 1981 i Kalmar, var en svensk läkare, särskilt inriktad på tuberkulos. 
Han var son till professor Carl Magnus Fürst (1854–1935) och Olga Haanshus (1863–1938) samt var således en av många läkare i släkten Fürst. Fürst blev med. lic. vid Lunds universitet 1916, underläkare på Hässleby sanatorium 1914 (samt 1916–1918), på Västerviks lasarett 1917 och 1:e underläkare på Högbo sjukhus 1918–1919. Åren 1919–1935 var han överläkare på Målilla sanatorium, varefter han beklädde tjänsten som överläkare och föreståndare för Orupssanatoriet 1935–1953. Under tiden på Orup arbetade han som biträdande universitetslärare på Lunds universitet, där han också utnämndes till hedersdoktor vid pensionsavgången 1953. Fürst var hedersledamot i Blekinge nation och riddare av Nordstjärneorden, samt tillbringade pensionen i småländska Oshult, Pjätteryds socken.  
Fürst gifte sig i Lunds domkyrka den 6 juni 1916 med Ebba Reventlow, dotter till Fritz Reventlow och Ida Mathilde Moltke. De fick sönerna Carl Fredrik (1917–1925), Bo Eskil (1919–1988), med. dr och överläkare i Kalmar, Carl Sigvard (1921–2015), överläkare i Västervik,  Jan Einar Staffan (1924–2006), byggnadsingenjör, samt Carl Magnus Fredrik (född 1931), fiskeribiolog. Makarna Fürst är begravda på Gudmuntorps kyrkogård.